# Паисий Врачански (Вселенска патриаршия)
 Тази статия е за епископа на Вселенската патриаршия.  За епископа на Българската вижте Паисий Врачански (Българска патриаршия).  
Паисий  е православен български духовник, митрополит на Вселенската патриаршия.

## Биография
Роден е в пловдивското село Деремендере. През 40-те години на XIX век е монах в Бачковския и Кукленския манастир. От 1852 до 1860 година е свещеник в българската църква „Свети Стефан“ в Цариград.
На 25 януари 1860 година йеродякон Паисий е ръкоположен в катедралата „Свети Георги“ за велички епископ и е назначен за викарий на самоковския митрополит.
На 12 ноември 1860 година замества преместения в Пирот Доротей като врачански епископ. Във Враца епископ Паисий не подкрепя движението за българска църква и не е приет добре от българската община, която предприема действия за отстраняването му. През 1865 година Паисий е принуден да замине за Цариград и в епархията е изпратен патриаршески екзарх. На 21 март 1866 година Паисий се връща в епархията си. Принципно резидира в Оряхово, а не във Враца.
След учредяването на Българската екзархия, на 19 октомври 1872 година е избран за видински митрополит на мястото на Антим, избран за български екзарх. Не успява изобщо да стъпи в епархията си и живее в Цариград. През последната година от живота си ослепява. Умира в Цариград на 25 юли 1882 година. Погребан е на следния ден в църквата „Въведение Богородично“ в Ставродроми. Погребалната служба е водена от митрополит Кирил Гревенски в съслужение с епископите Яков Амфиполски и Павел Скопелски.